# Arseniato reductasa (citocromo c)
La arseniato reductasa (citocromo c) (EC 1.20.2.1,) es una enzima que cataliza la siguiente reacción química:
Por lo tanto los tres sustratos de esta enzima son el arsenito, agua y citocromo c oxidado, mientras que sus tres productos son arseniato, citocromo c reducido y iones hidrógeno.

## Clasificación
Esta enzima pertenece a la familia de las oxidorreductasas, más específicamente a aquellas oxidorreductasas que actúan sobre moléculas que contienen fósforo o arsénico como donantes de electrones y con un citocromo como aceptor.

## Nomenclatura
El nombre sistemático de esta clase de enzimas es arsenito:citocromo c oxidorreductasa. Otro nombre por el cual se la conoce es arsenito oxidasa

## Estructura y función
Las arseniato reductasas son molibdoproteínas que contienen centros de hierro-azufre y pueden ser aisladas de alfaproteobacterias.
Dependiendo del organismo contenedor, esta clase de enzimas puede participar en un mecanismo detoxificador del arsenito, o en un proceso quimiolitotrófico para la obtención de energía acoplado a la reducción de oxígeno.